# Ga Mạo Khê
Ga Mạo Khê là một nhà ga xe lửa tại thành phố Đông Triều, tỉnh Quảng Ninh. Nhà ga là một điểm của đường sắt Kép - Cái Lân và nối với ga Đông Triều với ga Yên Dưỡng.
| Ga trước Đông Triều | Đường sắt Việt Nam Đường sắt Kép - Cái Lân | Ga sau Yên Dưỡng |